# Moderní Popelka: Byla jednou jedna píseň
Moderní Popelka: Byla jednou jedna píseň je americká rodinná komedie s Lucy Hale a Freddie Stroma v hlavní roli. Film byl natočen roku 2011 v USA a má délku 85min v režii Damon Santostefano. Předchozí díly :  A zase jedna Popelka, Moderní popelka. 

## Děj
Film vypráví o mladé dívce Katie (Lucy Hale), která sní o tom, že se stane zpěvačkou, její touze ale stojí v cestě krutá macecha (Missi Pyle) a nevlastní sestra (Megan Park). Když si její nevlastní sestra přisvojí Katiein úžasný hlas a Luke (Freddie Stroma) se zamiluje do špatné dívky, musí Katie začít bojovat za své sny dřív, než Luke skončí v náručí její podlé nevlastní sestry.  
Ale Luke všechno zjistí a zajistí, aby Katie o svojí slávu nepřišla. A tak při pěvecké soutěži,kde zazpívala Katie naživo, ale vypadalo to jako když zpívá její sestra, ukradl Luke kameru a natočil ji na Katie, která byla schovaná vzadu, aby ji nikdo neviděl, že to zpívá ona a Katie byla vidět vzadu na plátně a všechno dobře skončilo, protože se Luke zamiloval do Katie a Katie se splnil tajný sen o tom, že bude zpěvačkou. 